# بلنغلو (غرمي)
بلنغلو (بالإنجليزية: Palanglu, Germi)‏ هي منطقة سكنية تقع في قسم انغوت الغربي الريفي في إيران.